# Municipio de Cloyd Valley
El municipio de Cloyd Valley (en inglés: Cloyd Valley Township) es un municipio ubicado en el condado de Edmunds en el estado estadounidense de Dakota del Sur. En el año 2010 tenía una población de 11 habitantes y una densidad poblacional de 0,12 personas por km².

## Geografía
El municipio de Cloyd Valley se encuentra ubicado en las coordenadas 45°23′1″N 99°31′15″O / 45.38361, -99.52083. Según la Oficina del Censo de los Estados Unidos, el municipio tiene una superficie total de 93.69 km², de la cual 89,93 km² corresponden a tierra firme y (4,01 %) 3,75 km² es agua.

## Demografía
Según el censo de 2010, había 11 personas residiendo en el municipio de Cloyd Valley. La densidad de población era de 0,12 hab./km². De los 11 habitantes, el municipio de Cloyd Valley estaba compuesto por el 100 % blancos. Del total de la población el 0 % eran hispanos o latinos de cualquier raza.